# Ockelbosjuka
Ockelbosjuka (eller bärplockarsjuka och i Finland pogostasjuka) är en infektionssjukdom som orsakas av ett sindbisvirus som tillhör gruppen alfavirus. Sjukdomen sprids av myggor som sannolikt smittats av andra djur, troligen fåglar.

## Historia
Ockelbosjukan upptäcktes för första gången i Sverige på 1960-talet, och kallades då för bärplockarsjukan. Efter ett större utbrott under 1980-talet i samhället Ockelbo fick den namnet ockelbosjukan.
1974 upptäcktes en grupp patienter med liknande symptom i östra Finland.
Läkaren Pasi Kuusisto fann likheter mellan den finska gruppen patienter och dem som drabbats av den svenska infektionssjukdomen ockelbosjuka. Kuusisito kallade den finska motsvarigheten pogostasjuka efter Ilomants kyrkby som ofta kallas Pogosta. Senare återfanns en liknande sjukdom i Ryssland som fick namnet karelsk feber.

## Spridning av sjukdomen
Ockelbosjukan orsakas av ett arbovirus vilket innebär att det sprids via myggor, och är därmed en zoonos. Majoriteten av infektionsfallen av ockelboviruset sker under sensommaren, främst augusti och september då det finns rikligt med myggor av arterna Culex och Culiseta som är de främsta bärarna av detta alfavirus. Människor smittas när den bärande myggan bits, men det kan inte smittas vidare mellan människor. Inkubationstiden är relativt kort, oftast 12 till 36 timmar.

## Symptom
Symptomen skiljer sig en aning mellan de olika varianterna av sjukdomen. Ockelbosjukan har symptomen feber, utslag, artrit (ledinflammation), kronisk artrit och onormal hudkänslighet (allodyni - så som att det kittlas, bränns eller kliar). Pogosta har symptomen feber, utslag, artrit och kronisk artrit. Karelska febern har symptomen feber, utslag och atralgi (smärta i eller kring en led). Sjukdomen läker av sig själv men upp till 20 % av patienterna har ledbesvär även flera år efteråt. Diagnosen ställs med utgångspunkt på symptomen och med hjälp av blodprov som visar om patienten har antikroppar mot viruset.

## Förebyggande åtgärder
Något vaccin mot ockelbosjuka finns inte. Förebyggande åtgärder för att undvika att bli smittad är skydda sig med hjälp av till exempel täckande kläder och myggmedel.